# Sonny Lester
Sonny Lester, geboren als Sumner Lester (Melville (New York), 15 november 1924), is een Amerikaanse muziekproducent en trompettist. Hij begon zijn carrière als muzikant in een bigband jazzensemble, voordat hij werd opgenomen in het Amerikaanse leger. Tijdens de oorlog verdiende hij een Purple Heart en werkte hij onder Henry Kissinger, die op dat moment inlichtingenofficier was. De opnamen van Lester zijn verdeeld over een aantal labels, waaronder Blue Note Records, United Artists Records, Capitol Records, Denon en CBS Records.

## Biografie
In 1966 richtte Lester Solid State Records op, de jazzdivisie van United Artists, met arrangeur Manny Albam en opnametechnicus Phil Ramone. Begin jaren 1970 richtte hij Groove Merchant op. Het label bracht albums uit van vele populaire jazzmuzikanten zoals Chick Corea, Joe Williams, Dizzy Gillespie en Jimmy McGriff. Toen zijn distributieovereenkomst halverwege de jaren 1970 eindigde, lanceerde hij LRC Records en bleef hij albums uitbrengen van jazzartiesten zoals Jimmy McGriff, Jimmy Ponder, Joe Thomas en Brad Baker, die over het algemeen een eigentijdse soul/discosmaak hadden. Het Thad Jones/Mel Lewis Orchestra, simpelweg The Orchestra genoemd op het eerste album, nam al hun vroege en meest invloedrijke albums op voor Solid State. Het label werd uiteindelijk geconsolideerd in Blue Note Records en Lester werd in 1986 benoemd tot producent van de Denon Jazz-serie.
In 1993 meldde The New York Times dat zijn platenmaatschappij Lester Recording Catalog (LRC, Ltd.) bijna 150 titels had en dat de jaarlijkse inkomsten $3 miljoen tot $4 miljoen waren. LRC bracht jazzplaten uit als cd's. Begin jaren 1990 behield Lester de rechten op een aantal platen die hij in de jaren 1960 en 1970 produceerde en bracht ze opnieuw uit als cd's bij LRC. De catalogus van het bedrijf bevat opnamen van Dave Brubeck, Count Basie, Chick Corea en Dizzy Gillespie. LRC heeft ook originele opnamen van opkomende jazzacts verkocht.